# Чемпионат мира по шоссейным велогонкам 1993
Чемпионат мира по шоссейным велогонкам 1993 года проходил с 25 по 29 августа в Осло, Норвегия.

## Призёры
| Велогонка           | Золото                                                                                    | Золото   | Серебро                                                                | Серебро     | Бронза                                                                                | Бронза      |
| ------------------- | ----------------------------------------------------------------------------------------- | -------- | ---------------------------------------------------------------------- | ----------- | ------------------------------------------------------------------------------------- | ----------- |
| Мужчины             |                                                                                           |          |                                                                        |             |                                                                                       |             |
| Велогонка           | Лэнс Армстронг · США                                                                      | 6ч17'10" | Мигель Индурайн · Испания                                              | +0'19"      | Олаф Людвиг · Германия                                                                | то же время |
| Команды             | Италия · Россано Брази · Розарио Фина · Джанфранко Контри · Кристиан Сальвато             |          | Германия · Уве Пешель · Кристиан Мейер · Андреас Вальцер · Михаэль Рих |             | Швейцария · Роман Жекер · Беат Мейстер · Маркус Кеннель · Роланд Мейер                |             |
| Велогонка, любители | Ян Ульрих · Германия                                                                      |          | Каспарс Озерс · Латвия                                                 |             | Лубор Тесарж · Чехия                                                                  |             |
| Женщины             |                                                                                           |          |                                                                        |             |                                                                                       |             |
| Велогонка           | Леотин ван Морсел · Нидерланды                                                            | 2ч21’20" | Жанни Лонго · Франция                                                  | то же время | Лаура Чарамеда · США                                                                  | +0’04"      |
| Команды             | Россия · Ольга Соколова · Светлана Бубненкова · Валентина Полханова · Александра Колясева |          | США · Дейрдре Барри · Ив Стефенсон · Джинни Голэй · Джэнис Болланд     |             | Италия · Роберта Бонаноми · Алессандра Каппеллотто · Микела Фанини · Фабиана Луперини |             |